# Gorgon Gregory Brandsma
Gorgon Gregory Brandsma MHM (* 22. Juni 1874 in Sneek, Provinz Friesland; † 20. Juni 1935) war ein niederländischer römisch-katholischer Ordensgeistlicher und Apostolischer Vikar von Kisumu.

## Leben
Gorgon Gregory Brandsma trat der Ordensgemeinschaft der Missionsgesellschaft vom hl. Joseph von Mill Hill bei und empfing am 23. September 1899 durch den Weihbischof in Westminster, Robert Brindle, das Sakrament der Priesterweihe. Papst Pius XI. bestellte ihn am 2. Dezember 1925 zum ersten Apostolischen Präfekten von Douala.
Infolge der Erhebung der Apostolischen Präfektur Kavirondo zum Apostolischen Vikariat und deren Umbenennung ernannte ihn Papst Pius XI. am 11. Juli 1933 zum Titularbischof von Bargala und zum ersten Apostolischen Vikar von Kisumu. Der Erzbischof von Utrecht, Johannes Henricus Gerardus Jansen, spendete ihm am 7. November desselben Jahres die Bischofsweihe; Mitkonsekratoren waren der Bischof von Roermond, Gulielmus Lemmens, und der Generalsuperior der Missionsgesellschaft vom hl. Joseph von Mill Hill, Bischof Johannes Biermans MHM.